# Mezozoikum

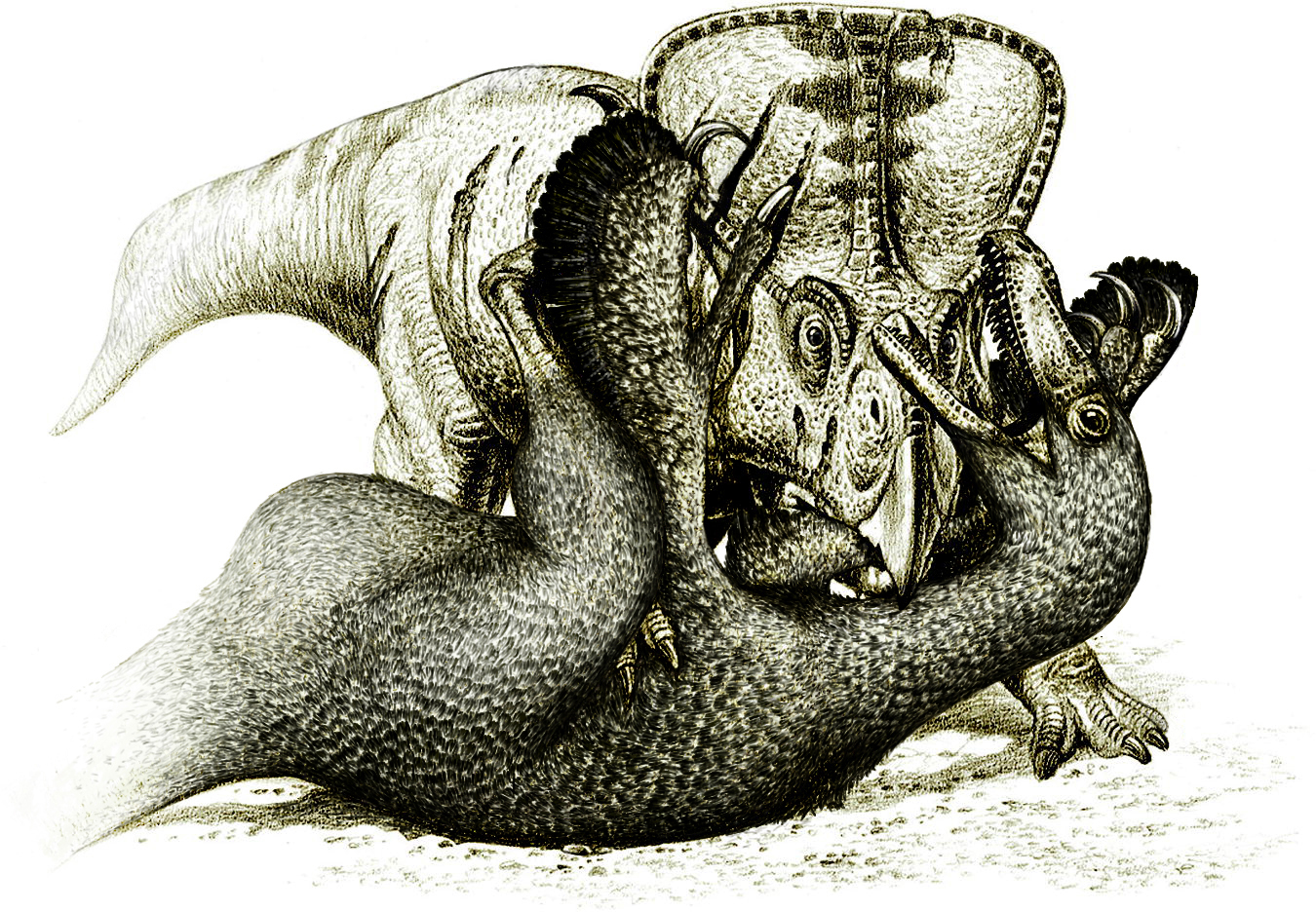
A dinoszauruszok kora: Protoceratops és Velociraptor harca

A mezozoikum vagy középidő a jelenleg tartó fanerozoikum eon három földtörténeti ideje közül a második volt, amely a paleozoikumot követte és megelőzte a jelent is magába foglaló kainozoikumot.
Köznapi megfogalmazásban a „dinoszauruszok korá”-nak is nevezik. Mintegy 180 millió évig tartott: ~252 millió évvel ezelőtt (Ma) kezdődött és 66 millió évvel ezelőtt ért véget.
A mezozoikum három időszakra osztható: triász (~252 Ma–201,3 Ma), jura (~201,3 Ma–145 Ma) és kréta (~145 Ma–66 Ma).
A ma is használt felosztás elődje Giovanni Arduino 18. századi tudóstól ered, aki eredetileg másodidőszaknak nevezte a mezozoikumot (a "modern" kor pedig nála a harmadidőszak volt). A mezozoikum név görög eredetű, a jelentése „középső állatok” (mezo=középső, zoion=állatok).
A mezozoikum jelentős tektonikus, éghajlati és evolúciós változások kora. Az őskontinens ekkor szakadt a ma is ismert kontinensekre. Az éghajlat kivételesen meleg volt ebben az időszakban, ami fontos tényezője volt az evolúciónak és az állatfajok szétválásainak. A korszak végére megszületett az életnek nagyjából az a formája, ahogy ma is látjuk.
Jelzőként, „mezozoikumi” jelentésben magyar szakszövegek gyakran a mezozoós melléknevet használják.

## Tektonika
A paleozoikumi földkéreglemezek erőteljes hegységfelgyűrő mozgásaihoz képest a középidő alakító erői viszonylag mérsékeltek voltak. Ekkor történt azonban a Pangea őskontinens drámai darabokra szakadása. A Pangea először északi és déli kontinensre szakadt, Laurázsiára és Gondwanára Ez teremtette az Atlanti-óceán partvonalaira jellemző passzív kontinensszegélyeket.
A mezozoikum végére a kontinensek csaknem mai formájukat vették fel. Laurázsiából lett Észak-Amerika és Eurázsia, Gondwana pedig több darabra szakadt: Dél-Amerikára, Afrikára, Ausztráliára, az Antarktiszra és az Indiai szubkontinensre.

## Éghajlata
A triász többnyire száraz éghajlatú korszak volt. Ez a késő karbon korban kezdődött és erősen függött az évszakok váltakozásától is, különösen a Pangea belső területein. A hőmérsékleti ingadozásokat a világtenger szintjének alacsony volta is növelte. A víz hőmérséklet-stabilizáló tényező – a nagy vizekhez közeli szárazföldeken, különösen az óceánok szomszédságában kisebb a hőmérséklet-ingadozás. A Pangea jó része azonban messze feküdt az óceánoktól, ezért itt nagyon változékony volt a hőmérséklet, az őskontinens belsejében így valószínűleg nagy kiterjedésű sivatagok voltak.
A jura korszakban emelkedett a tengerek szintje, valószínűleg a tengerágyak mozgása miatt. A felszín alatti új kéregképződés vizet szorított ki, ami elárasztotta a tengerpartokat, a Pangea szétszakadásával pedig jóval több szárazföld került az új Tethys-óceán szomszédságába. A hőmérséklet tovább emelkedett, de kezdett stabilizálódni. A szárazföldek nedvességtartalma is emelkedett, így a sivatagok visszahúzódtak.
A kréta korszak valószínű éghajlata körül már sokkal több a bizonytalanság és a vita. A légkör szén-dioxid szintjének emelkedése miatt a hőmérséklet észak-déli fokozatossága szinte eltűnt. és a hőmérséklet az egész bolygón szinte azonos lehetett. Átlagban magasabb lehetett a mainál, 10 °C körül. A középső kréta idején az egyenlítőnél még a mély óceáni vizek is 20 °C hőmérsékletűek lehettek, ami már túl meleg volt az élővilág számára, az egyenlítői szárazföldek pedig sivatagosak lehettek, annak ellenére, hogy közel voltak a tengerekhez. Az óceáni mélyvizek oxigénkörforgása is megszakadhatott. Emiatt óriási mennyiségű szerves anyag halmozódott fel és rakódott le, ami oxigén hiányában nem tudott felbomlani – ebből lett a „fekete kőzet”.
Ezt az elméletet azonban nem minden adat támasztja alá. Még a magas átlaghőmérséklet ellenére is létezhettek a sarki jégsapkák és gleccserek, de erre nincs bizonyíték. Modellek alapján pedig nem sikerült előállítani a hőmérsékleti fokozatosság krétakori eltűnését.

## Élet a mezozoikumban

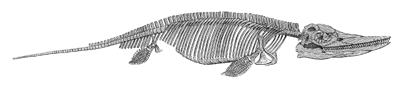
Mezozoikumi bálnaszerű tengeri hüllő, ichthyosaurus csontváza

Miután a perm korban csaknem minden állatfaj kihalt, tág tere nyílt új életformák létrejöttének. Különösen a nagy növényevő és ragadozó dinocephaliák kihalása hagyott maga után hatalmas üres életteret. Ennek egy részét cynodonták és dicynodonták töltötték be, de az utóbbiak később szintén kihaltak. A domináns állati élet a mezozoikumban az archosaurus hüllőké lett, amelyek a permi kihalást követő néhány millió évben jelentek meg: a dinoszauruszok, a pteroszauruszok és a vízi hüllők, mint az ichthyoszauruszok, a plezioszauruszok és a moszaszauruszok.
A késő jura és kréta éghajlati változásai további evolúciós variálódásra adtak alkalmat.
Az archoszauruszok sokféleségének a jura volt a csúcspontja és ekkor jelentek meg az első madarak és emlősök (Placentalia) is. A virágos növények a kora kréta idején kezdték meg hódító útjukat, először a trópusokon, majd a hőmérsékleti kiegyenlítődés segítette továbbterjedésüket a sarkok felé is. A kréta végére már sok területen dominánsak voltak, bár vannak adatok, amelyek arra utalnak, hogy a cikászok és páfrányok még sokáig uralták a biomasszát.
Vannak tudósok, akik szerint a rovarok elterjedése és faji variálódása anatómiájukból és különösen szájszerveikből következtethetően a virágos növények elterjedésével párhuzamos volt. Valójában azonban a rovarok szájszerveinek kialakulása megelőzte a virágos növényeket és a faji variálódásuk le is lassult, mikor a virágos növények megjelentek. Anatómiai sajátosságaik kialakulása ezért más okokkal magyarázandó.
A tengerekben, ahogy a hőmérséklet emelkedett, a korai mezozoikum óriás állatfajai kezdtek eltünedezni és kisebb fajok jelentek meg, köztük gyíkok, kígyók és emlősök.

## Magyarországon
A mezozoikumi képződmények Magyarországon szinte minden középhegységünkben felszíni feltárásokkal is könnyen megközelíthetőek. A teljes mezozoikumot átfogó rétegsorok a Bakonyban és a Mecsekben találhatóak. A Vértesben, a Budai-hegységben, a Pilisben, a Bükk-vidéken és az Aggtelek-Rudabányai-hegységben a triász időszaki kőzetek az uralkodóak, de az utóbbi háromban jura időszaki kőzetek is előfordulnak. 